# Cyrtandra coleoides
Cyrtandra coleoides är en tvåhjärtbladig växtart som beskrevs av Berthold Carl Seemann. Cyrtandra coleoides ingår i släktet Cyrtandra och familjen Gesneriaceae. Inga underarter finns listade i Catalogue of Life.